# 米国議会図書館本源氏物語
米国議会図書館本源氏物語（べいこくぎかいとしょかんぼんげんじものがたり）または議会図書館本源氏物語とは、源氏物語の写本のこと。現在米国議会図書館アジア部日本課の所蔵となっていることからこの名称で呼ばれる。

## 概要
54帖の揃い本であり、室町時代から江戸時代にかけての書写と見られる。「正徳元年５月下旬」日付けの古筆了仲の極め札があり、それによると本文の筆者は五辻諸仲（1487年 - 1540年）であり、外題は三条西実隆によるとされる。濃青色の表紙を持つが、糊の跡や剥がされた和紙の一部が残っていること等からある時期に付け替えられたと見られる。本文系統は別本に属する。海外に流出した日本の文物によくあるような、美術的価値の高い塗り箱に入った非常に美しい写本である。2010年1月25日から27日にかけて豊島秀範（國學院大學）・伊藤鉃也（国文学研究資料館）・斎藤達哉（国立国語研究所）・高田智和（国立国語研究所）・菅原郁子（国文学研究資料館）・神田久義（國學院大學）によって調査が行われ、その成果として2011年3月より米国議会図書館側からの了解を得て国立国語研究所のウエブサイトにおいて本写本の翻刻本文が試験公開されている。

## 伝来
本写本については2008年に米国議会図書館アジア部日本課の所蔵となったもので、「同館の所蔵となるまで学界未紹介の新出資料である。」とされることもあるものの、それ以前には日本の古書店である八木書店のもとにあり、そのころ研究者によって調査された際に「八木書店本」と呼ばれていた。それ以前の伝来については、蔵書印等も無く伝来を示す資料などもないため不明である。
本写本には「正徳元年（1711年）５月下旬」日付けの古筆了仲の極め札があり、それによると本文の筆者は五辻諸仲（1487年 - 1540年）であり、外題は三条西実隆によるとされる。この鑑定の根拠は不明であるが、三条西実隆の日記「実隆公記」によれば、五辻諸仲は三条西実隆の饗宴にしばしば出席しており、また五辻諸仲が三条西実隆に和歌の添削を依頼する手紙が実隆公記の紙背文書となっているなど両者には一定の関係があり、五辻諸仲が書写した写本に三条西実隆が外題をつけることは不自然なことではないと考えられる。

## 特徴のある書写
本写本の最も特徴的な点として、和歌が第2句と第3句、第4句と第5句などが、割り注のように 2行書きとなっていて、一見散らし書きのように書かれているものがあることである。これは、「非常にめずらしい例であり、従来知られていない装飾的な書き方と思われる。」とされる。この書き方は『源氏物語』の全54巻にわたって、このような書式で和歌が書かれているのではなく、また同じ巻にこの書き方と1行から2行にわたる普通の書き方が混在しており、この散らし書きのような書き方は、54巻中以下の13巻の中の以下の数の和歌のみに限られている。なお、このような和歌の書き方がみられるのは源氏物語の写本では現在確認されている限りでは本写本のみであるが、現在イギリスにある源氏物語画帖の一部の和歌に同様の表現が見られる。またなぜこのような現象が生じたかについて、もともとは書写のときに頁の変わり目に和歌の終わりを合わせるための操作だったのではないかとする説がある。
- 第12帖 須磨 8首
- 第13帖 明石 8首
- 第14帖 澪標 8首
- 第20帖 朝顔 3首
- 第22帖 玉鬘 3首
- 第24帖 胡蝶 3首
- 第25帖 蛍 5首
- 第28帖 野分 3首
- 第29帖 行幸 1首
- 第44帖 竹河 6首
- 第46帖 椎本 4首
- 第51帖 浮舟 8首
- 第52帖 蜻蛉 2首

- 本写本の特徴としてその他に以下のような点が確認できる。
  - 1面あたりの書写行数が一定せず、変動の幅が大きいこと。1面あたりの書写行数が8行から12行書きと､書写行数にバラツキがあること。1面9行や1面10行で統一されている巻も多くある一方で、1面あたりの書写行数が一定していない巻も多い。古写本で巻の中で9行から10行書きになったり、9行から8行になったりしているような書写行数にむらがあるものは時たまあるものの、変動の幅はほとんどの場合1・2行程度である。この写本の場合、「帚木」では、8行・9行と、10行、「横笛」では10行・11行と12行というように変動の幅が大きい例はめずらしいとされる。
  - 遊紙がない巻が多いこと。ほとんどの巻で、最終丁のオモテかウラに文字が書かれている。改装によって失っている訳でもない。何かの事情で、紙を節約する必要があったのではないか。少なくとも、人への献呈本ではなさそうである。
  - 墨筆・朱筆による書入れや擦り消しによる訂正が数多くみられること。これらは全帖にわたって平均的に現れるのではなく一部の巻に偏って現れる[7][8][9][10]。
  - 薄雲巻巻末のただ一か所にのみ、聞書のような注釈書類からの転記と思われる注釈が記されている[11]。

## 翻字資料
- 斎藤達哉・高田智和編「米国議会図書館蔵『源氏物語』翻刻桐壺-藤裏葉 : 平成22年度人間文化研究連携共同推進事業「海外に移出した仮名写本の緊急調査」報告書」人間文化研究機構国立国語研究所、2011年（平成23年）3月。
- 斎藤達哉・豊島秀範・伊藤鉃也・小木曽智信・高田智和編「米国議会図書館蔵『源氏物語』翻字本文若菜上-幻 平成23年度人間文化研究連携共同推進事業「海外に移出した仮名写本の緊急調査(第2期)」報告書」人間文化研究機構国立国語研究所、2012年（平成24年）3月。
- 高田智和・斎藤達哉・小木曽智信・伊藤鉃也・豊島秀範編「米国議会図書館蔵『源氏物語』翻字本文 : 匂宮-夢浮橋 : 平成24年度人間文化研究連携共同推進事業「海外に移出した仮名写本の緊急調査 (第2期) 」報告書」人間文化研究機構国立国語研究所、2013年（平成25年）3月。